# Russell Kenneth Alexander Martin
Russell Kenneth Alexander Martin (Brighton, Inglaterra, 4 de enero de 1986) es un exfutbolista y entrenador escocés. Desde junio de 2025 dirige al Rangers F. C. de la Scottish Premiership.

## Trayectoria

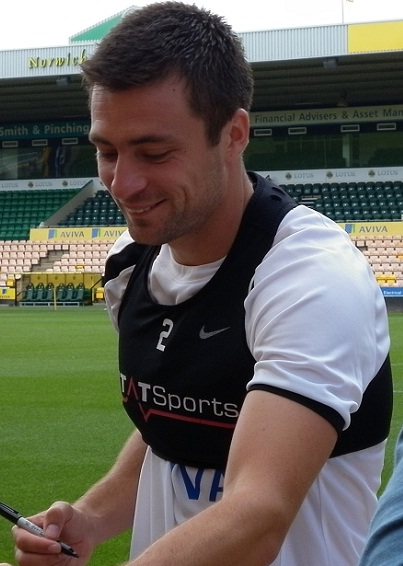
Russell Martin en una sesión abierta de entrenamiento del Norwich City, 9 de agosto de 2012.

### Como jugador

#### Inicios
Martin nació en Brighton, East Sussex, y fue educado en la Varndean School. Se incorporó a la academia juvenil de Brighton & Hove Albion antes de abandonarla por acuerdo mutuo a principios de 2004 para fichar por el Lewes. Luego tuvo pruebas con varios clubes, incluido el Charlton Athletic.
Martin fiché por el Wycombe Wanderers en 2004. Hizo su debut en una victoria en casa por 2-1 contra el Cambridge United el 7 de agosto de 2004, posteriormente participó en 10 partidos más durante la temporada 2004-05. Antes de la temporada 2006-07, Martin firmó un nuevo contrato de dos años con el club. En la temporada siguiente, jugó en la semifinal de la League Two contra el Stockport County, que Wycombe perdió 2-1 en el global.
El 29 de mayo de 2008, Martin fichó por el Peterborough United, que acababa de ascender a la League One. Firmó un contrato de tres años. Martin se convirtió en el capitán más joven del club al tomar el relevo de Craig Morgan. En su primera temporada en Peterborough, Martin fue el capitán del club para ascender a la Championship.

#### Norwich City
Tras el nombramiento de Mark Cooper como reemplazo de Darren Ferguson en noviembre de 2009, Martin fichó por el Norwich City en préstamo. El 4 de enero de 2010, su transferencia se hizo permanente y fichó por el Norwich con un contrato de 2 1⁄2 años. Martin anotó su primer gol con el Norwich en la derrota por 3-1 ante el Doncaster Rovers, con un cabezazo en picada el 14 de septiembre de 2010.
Tras su primera temporada en la Premier League con el Norwich, en la posición de defensa central durante algunos partidos, Martin firmó un nuevo contrato por tres años en junio de 2012. El 9 de julio de 2013, Martin firmó un nuevo contrato de tres años con el club. El 22 de noviembre de 2014, Martin hizo su aparición número 200 con el Norwich contra el club de su ciudad natal, el Brighton & Hove Albion.
Firmó un nuevo contrato con el Norwich en julio de 2017, pero luego tuvo pocas apariciones en el primer equipo durante la temporada 2017-18.

#### Rangers
En enero de 2018 se fue cedido al Rangers. Hizo su debut competitivo con el club el 24 de enero, en una victoria por 2-0 contra el Aberdeen. Martin fue uno de los cuatro jugadores en hacer su primera aparición con los Rangers en ese juego.
Después de su préstamo con los Rangers, dejó el Norwich City el 31 de agosto de 2018 después de que su contrato fuera rescindido de mutuo acuerdo. Hizo 309 partidos con el Norwich, lo que lo colocó en el puesto 22 en la lista de participaciones de todos los tiempos del club.

#### Años finales y retiro
Fichó por el Walsall en octubre de 2018 como jugador-entrenador. Se fue de común acuerdo en enero de 2019, alegando motivos familiares, habiendo disputado doce partidos con el club.
El 15 de enero de 2019 fichó por el Milton Keynes Dons con un breve contrato  hasta el final de la temporada, y desempeñó un papel clave en el ascenso del club en la última jornada de la temporada. Tras la marcha del entrenador Paul Tisdale el 2 de noviembre de 2019, fue designado como su sucesor en su primer puesto directivo al día siguiente y luego anunció su retiro como jugador para concentrarse en el puesto de entrenador.

#### Selección nacional
Martin, que nació en Inglaterra, pudo jugar con la selección de Escocia debido a que su padre es nacido en Escocia. El 17 de mayo de 2011, fue incluido en el equipo escocés para los partidos contra Gales e Irlanda, haciendo su debut como suplente contra Gales. Martin hizo su primera aparición competitiva con Escocia en un partido contra Croacia, que Escocia ganó 1-0 con el entonces compañero de equipo de Norwich City Robert Snodgrass anotando el único gol.

### Como entrenador

#### Milton Keynes Dons
El 3 de noviembre de 2019, tras la marcha del entrenador Paul Tisdale, fue anunciado como el nuevo entrenador permanente del primer equipo de Milton Keynes Dons, el club por el que había fichado como jugador a principios de año. Luego de su nombramiento, el club terminó 19.º en la English Football League One, y la temporada terminó prematuramente debido a la pandemia de COVID-19.
Junto con el asistente Luke Williams, utilizó un estilo de juego basado en la posesión en el club que recibió elogios generalizados. El 2 de marzo de 2021, el equipo de Martin anotó tras una jugada de 56 pases, un nuevo récord británico en ese momento. Su equipo también tuvo la mayor cantidad de toques en el cuadro contrario en la League One, durante toda la temporada en la que el club terminó 13.º en la liga.
El 31 de julio de 2021, MK Dons confirmó que el Swansea City había solicitado hablar con Martin para que se convirtiera en su nuevo entrenador.

#### Swansea City
El 1 de agosto de 2021, fue nombrado entrenador del Swansea City y firmó un contrato de tres años. Fue designado entrenador seis días antes del primer partido de la temporada del Championship 2021-22. En su primera temporada en el club, terminaron 15.º en la liga.

#### Southampton
El 21 de junio de 2023, fue nombrado entrenador del Southampton F. C. y firmó un contrato de tres años. En el primero de ellos consiguieron ascender a la Premier League, tras derrotar al Leeds United en la final del playoff, y el 2 de julio de 2024 renovó hasta mediados de 2027. Sin embargo, el 15 de diciembre de 2024, fue destituido de su cargo tras perder por 0-5 ante el Tottenham Hotspur F. C., con el equipo en última posición y habiendo sumado solamente cinco puntos en dieciséis jornadas.

#### Rangers
El 5 de junio de 2025, asumió al frente del Rangers F. C. por tres temporadas.

## Clubes

### Como jugador
| Club                        | País       | Año       |
| --------------------------- | ---------- | --------- |
| Wycombe Wanderers F. C.     | Inglaterra | 2004-2008 |
| Peterborough United F. C.   | Inglaterra | 2008-2010 |
| Norwich City F. C. (cedido) | Inglaterra | 2009-2010 |
| Norwich City F. C.          | Inglaterra | 2010-2018 |
| Rangers F. C. (cedido)      | Escocia    | 2018      |
| Walsall F. C.               | Inglaterra | 2018-2019 |
| Milton Keynes Dons F. C.    | Inglaterra | 2019      |

### Como entrenador
| Club                     | País       | Año           |
| ------------------------ | ---------- | ------------- |
| Milton Keynes Dons F. C. | Inglaterra | 2019-2021     |
| Swansea City A. F. C.    | Gales      | 2021-2023     |
| Southampton F. C.        | Inglaterra | 2023-2024     |
| Rangers F. C.            | Escocia    | 2025-presente |

## Estadísticas como entrenador
| Equipo                              | Div.                | Temporada           | Liga  | Liga | Liga | Liga | Liga |       | Copa | Copa | Copa | Copa  |   | Internacional | Internacional | Internacional | Internacional | Internacional |   | Otros | Otros | Otros | Otros |    | Totales     | Totales | Totales | Totales | Totales | Totales | Totales | Totales |
| Equipo                              | Div.                | Temporada           | Part. | G    | E    | P    | Pos. | Part. | G    | E    | P    | Part. | G | E             | P             | Pos.          | Part.         | G             | E | P     | Part. | G     | E     | P  | Rendimiento | GF      | GC      | Dif.    |         |         |         |         |
| ----------------------------------- | ------------------- | ------------------- | ----- | ---- | ---- | ---- | ---- | ----- | ---- | ---- | ---- | ----- | - | ------------- | ------------- | ------------- | ------------- | ------------- | - | ----- | ----- | ----- | ----- | -- | ----------- | ------- | ------- | ------- | ------- | ------- | ------- | ------- |
| Milton Keynes Dons F. C. Inglaterra | 3.ª                 | 2019-20             | 19    | 6    | 6    | 7    | 19.º | 1     | 0    | 0    | 1    | -     | - | -             | -             | -             | 3             | 1             | 0 | 2     | 23    | 7     | 6     | 10 | 39.13%      | 26      | 28      | -2      |         |         |         |         |
| Milton Keynes Dons F. C. Inglaterra | 3.ª                 | 2020-21             | 46    | 18   | 11   | 17   | 13.º | 4     | 1    | 2    | 1    | -     | - | -             | -             | -             | 6             | 4             | 0 | 2     | 56    | 23    | 13    | 20 | 48.81%      | 81      | 72      | +9      |         |         |         |         |
| Milton Keynes Dons F. C. Inglaterra | 3.ª                 | 2021-22             | -     | -    | -    | -    | -    | 1     | 0    | 0    | 1    | -     | - | -             | -             | -             | -             | -             | - | -     | 1     | 0     | 0     | 1  | 0%          | 0       | 5       | -5      |         |         |         |         |
| Milton Keynes Dons F. C. Inglaterra | Total               | Total               | 65    | 24   | 17   | 24   | -    | 6     | 1    | 2    | 3    | -     | - | -             | -             | -             | 9             | 5             | 0 | 4     | 80    | 30    | 19    | 31 | 45.42%      | 107     | 105     | +2      |         |         |         |         |
| Swansea City A. F. C. Gales         | 2.ª                 | 2021-22             | 46    | 16   | 13   | 17   | 15.º | 4     | 2    | 0    | 2    | -     | - | -             | -             | -             | -             | -             | - | -     | 50    | 18    | 13    | 19 | 44.67%      | 67      | 74      | -7      |         |         |         |         |
| Swansea City A. F. C. Gales         | 2.ª                 | 2022-23             | 46    | 18   | 12   | 16   | 10.º | 3     | 0    | 2    | 1    | -     | - | -             | -             | -             | -             | -             | - | -     | 49    | 18    | 14    | 17 | 40.47%      | 72      | 69      | +3      |         |         |         |         |
| Swansea City A. F. C. Gales         | Total               | Total               | 92    | 34   | 25   | 33   | -    | 7     | 2    | 2    | 3    | -     | - | -             | -             | -             | -             | -             | - | -     | 99    | 36    | 27    | 36 | 45.45%      | 139     | 143     | -4      |         |         |         |         |
| Southampton F. C. Inglaterra        | 2.ª                 | 2023-24             | 46    | 26   | 9    | 11   | 4.º  | 5     | 2    | 1    | 2    | -     | - | -             | -             | -             | 3             | 2             | 1 | 0     | 54    | 30    | 11    | 13 | 62.35%      | 100     | 71      | +29     |         |         |         |         |
| Southampton F. C. Inglaterra        | 1.ª                 | 2024-25             | 16    | 1    | 2    | 13   | Inc. | 3     | 2    | 1    | 0    | -     | - | -             | -             | -             | -             | -             | - | -     | 19    | 3     | 3     | 13 | 21.05%      | 20      | 42      | -22     |         |         |         |         |
| Southampton F. C. Inglaterra        | Total               | Total               | 62    | 27   | 11   | 24   | -    | 8     | 4    | 2    | 2    | -     | - | -             | -             | -             | 3             | 2             | 1 | 0     | 73    | 33    | 14    | 26 | 51.6%       | 120     | 113     | +7      |         |         |         |         |
| Rangers F. C. Escocia               | 1.ª                 | 2025-26             | 2     | 0    | 2    | 0    | -    | 1     | 1    | 0    | 0    | 5     | 2 | 1             | 2             | -             | -             | -             | - | -     | 8     | 3     | 3     | 2  | 50%         | 14      | 10      | +4      |         |         |         |         |
| Rangers F. C. Escocia               | Total               | Total               | 2     | 0    | 2    | 0    | -    | 1     | 1    | 0    | 0    | 5     | 2 | 1             | 2             | -             | -             | -             | - | -     | 8     | 3     | 3     | 2  | 50%         | 14      | 10      | +4      |         |         |         |         |
| Total en su carrera                 | Total en su carrera | Total en su carrera | 221   | 85   | 55   | 81   | -    | 22    | 8    | 6    | 8    | 5     | 2 | 1             | 2             | -             | 12            | 7             | 1 | 4     | 260   | 102   | 63    | 95 | 47.31%      | 380     | 371     | +9      |         |         |         |         |
| 1. 2. 3.                            |                     |                     |       |      |      |      |      |       |      |      |      |       |   |               |               |               |               |               |   |       |       |       |       |    |             |         |         |         |         |         |         |         |

#### Resumen por competiciones
| Competición                  | Partidos | Ganados | Empatados | Perdidos | %      | Resultado        |
| ---------------------------- | -------- | ------- | --------- | -------- | ------ | ---------------- |
| EFL One                      | 65       | 24      | 17        | 24       | 45.64% | 13.º lugar       |
| EFL Championship             | 141      | 62      | 35        | 44       | 52.24% | 4.º lugar        |
| Premier League               | 16       | 1       | 2         | 13       | 10.42% | 20.º lugar       |
| FA Cup                       | 11       | 3       | 4         | 4        | 39.39% | Quinta ronda     |
| EFL Cup                      | 10       | 4       | 2         | 4        | 46.67% | Cuarta ronda     |
| EFL Trophy                   | 9        | 5       | 0         | 4        | 55.56% | Cuartos de final |
| Scottish Premiership         | 2        | 0       | 2         | 0        | 33.33% | En disputa       |
| Copa de Escocia              | 0        | 0       | 0         | 0        | 0%     | En disputa       |
| Copa de la Liga de Escocia   | 1        | 1       | 0         | 0        | 100%   | En disputa       |
| Liga de Campeones de la UEFA | 5        | 2       | 1         | 2        | 46.67% | En disputa       |
| Total                        | 260      | 102     | 63        | 95       | 47.31% | Sin títulos      |

## Palmarés

### Como jugador

#### Títulos nacionales
| Título         | Club               | País       | Año     |
| -------------- | ------------------ | ---------- | ------- |
| EFL League One | Norwich City F. C. | Inglaterra | 2009-10 |